# Jakub Kowalski (piłkarz)
Jakub Kowalski (ur. 9 października 1987 w Żyrardowie) – polski piłkarz, występujący na pozycji pomocnika, od 1 stycznia 2025 dyrektor sportowy Stali Stalowa Wola.

## Kariera klubowa
Wychowanek Żyrardowianki Żyrardów. Karierę seniorską rozpoczął w Unii Skierniewice, następnie był zawodnikiem polskich klubów: Concordia Piotrków Trybunalski, UKS SMS Łódź, Wigry Suwałki, OKS 1945 Olsztyn, Arka Gdynia, Widzew Łódź, Okocimski KS Brzesko, Ruch Chorzów, Podbeskidzie Bielsko-Biała, GKS Tychy i Górnik Łęczna. 28 września 2012, będąc zawodnikiem Widzewa, zadebiutował w Ekstraklasie w przegranym 1:3 wyjazdowym spotkaniu przeciwko Polonii Warszawa; Kowalski występował od 37 minuty.
9 lipca 2019 został zawodnikiem Garbarni Kraków. Jego kontrakt z Garbarnią wygasł z końcem czerwca 2021. 7 lipca 2021 podpisał roczną umowę z Podhalem Nowy Targ. 
W lipcu 2022 został zawodnikiem Stali Stalowa Wola, z którą w sezonie 2022/2023 wywalczył wojewódzki Puchar Polski i mistrzostwo III ligi, gr. IV. W tymże sezonie dla Stali: zagrał najwięcej meczów ligowych (31), zdobył najwięcej goli (13) i zaliczył najwięcej asyst (13).
W sezonie 2023/2024 zagrał dla Stali w 29 meczach ligowych, zdobywając 2 gole (oba w wygranym 5:2 meczu 5. kolejki przeciwko Chojniczance Chojnice), jednym meczu Pucharu Polski, oraz dwóch barażowych o awans do I ligi. Kampanię zakończył wygrany 2:0 finał barażów przeciwko KKS 1925 Kalisz, który przypieczętował awans podkarpacian na zaplecze Ekstraklasy (I liga). 18 grudnia 2024 – po rozegraniu w sezonie dziesięciu meczów w pierwszej lidze – ogłosił zakończenie kariery wraz z upływem roku.

## Kariera działacza sportowego
Wraz z ogłoszeniem zakończenia kariery przez Kowalskiego, Stal Stalowa Wola poinformowała, że 1 stycznia 2025 obejmie funkcję dyrektora sportowego klubu.